# Fernand Etter
Pour les articles homonymes, voir Etter.
Fernand Etter, né le 4 août 1941 à Belfort et mort le 4 janvier 1997 à Clichy à la suite d'un accident, est un coureur cycliste français. Il est professionnel de 1966 à 1969. Il participe au Tour de France. Il est l'équipier notamment de Jan Janssen et des frères Guyot, avec lesquels il a un lien de parenté.

## Palmarès
- 1962
  - 3e de Paris-Évreux
- 1964
  - 3e de Paris-Barentin
- 1965
  - 10e et 14e étapes du Tour du Saint-Laurent
  - 2e du Grand Prix de Boulogne-Billancourt
- 1966
  - Grand Prix de Saint-Raphaël
  - 10e du Grand Prix du Midi Libre
- 1967
  - 1re étape du Grand Prix du Midi libre (meilleur grimpeur)
- 1968
  - 2e du Grand Prix de Monaco
  - 3e du Grand Prix de Menton
  - 3e du Tour du Nord-Ouest de la Suisse

## Résultats sur les grands tours

### Tour de France
2 participations
- 1967 : hors délais (16e étape)
- 1968 : abandon (12e étape)

### Tour d'Espagne
2 participations
- 1967 : 64e
- 1968 : 42e (4e de la 7e étape à Benidorm)